# 东阳市第三高级中学
东阳市第三高级中学是浙江省东阳市的高級中學，建于1965年，曾用名为东阳市六石高级中学；东阳县第六中学、东阳县上卢一中、东阳县上卢中学， 1996更名为现校名。